# Antonio Sarno
Antonio Sarno (Napoli, 1887 – 25 febbraio 1932) è stato un filosofo italiano.
Sconosciuto durante la sua vita, interprete originale di Giordano Bruno e Tommaso Campanella, fu riscoperto nel 1959 da Francesco Flora.

## Biografia
Si hanno poche notizie sulla sua vita, riportate da Benedetto Croce nel volume Pensiero e Poesia. Di Croce fu a lungo segretario, e anche quando si trasferì a Roma, come impiegato al Ministero della Pubblica Istruzione, continuò a eseguire la copia dei suoi testi. 
Collaborò al Giornale critico della filosofia italiana con saggi su Giordano Bruno, Tommaso Campanella e Giambattista Vico. Tradusse nel 1909, per la Casa editrice Giuseppe Laterza e figli, l'opera di Georges Sorel, Considerazioni sulla violenza.
Si suicidò il 25 febbraio 1932, con un colpo di rivoltella.

## Pensiero
Antonio Sarno si interessò a Giordano Bruno e Tommaso Campanella. Avrebbe trascorso la sua vita in incognito, se non per l'interesse di Benedetto Croce e  Francesco Flora. Croce stesso curò l'edizione di alcuni scritti di Sarno con il titolo Pensiero e poesia (1943), a cui Flora fece seguire una seconda edizione dal titolo Filosofia poetica (1959), aggiungendovi testi esclusi da Croce e con un'antologia critica in appendice.
La riscoperta di Sarno è dovuta al filosofo italiano Mario Perniola:
(M. Perniola, Enigmi. Il momento egizio nella società e nell’arte)
Una collezione dei testi più significativi che erano già inclusi nell'edizionde del 1959 sono stati pubblicati sotto il titolo Filosofia del sentire (1995) a cura di A. Marroni.

## Opere
- Pensiero e poesia, a cura di B. Croce, Laterza, Bari 1943
- Filosofia poetica, a cura di F. Flora, Laterza, Bari 1959.
- Filosofia del sentire, a cura di A. Marroni, Pescara, Tracce, 1995.

### Traduzioni
- Giorgio Sorel, Considerazioni sulla violenza, tradotte da Antonio Sarno, con introduzione di Benedetto Croce, Bari, Giuseppe Laterza e figli, 1909.